# 1963–1964-es bajnokcsapatok Európa-kupája
A bajnokcsapatok Európa-kupája 9. szezonja. A kiírást első alkalommal nyerte meg az olasz Internazionale együttese. A döntőt az osztrák Prater stadionban (Bécs) rendezték 1964. május 27-én.

## Eredmények

### Selejtező
| 1. csapat        | Össz. | 2. csapat             | 1. mérk. | 2. mérk. |
| ---------------- | ----- | --------------------- | -------- | -------- |
| Everton          | 0–1   | Internazionale        | 0–0      | 0–1      |
| AS Monaco        | 8–3   | AEK Athén             | 7–2      | 1–1      |
| Haka             | 4–5   | Jeunesse Esch         | 4–1      | 0–4      |
| FK Partizan      | 6–1   | Anórthoszi Ammohósztu | 3–0      | 3–1      |
| KS Górnik Zabrze | 1–11  | Austria Wien          | 1–0      | 0–1      |
| Dukla Prague     | 8–0   | Valletta FC           | 6–0      | 2–0      |
| Distillery       | 3–8   | S.L. Benfica          | 3–3      | 0–5      |
| Lyn              | 3–7   | Borussia Dortmund     | 2–4      | 1–3      |
| Dundalk FC       | 2–4   | FC Zürich             | 0–3      | 2–1      |
| Galatasaray SK   | 4–2   | Ferencvárosi TC       | 4–0      | 0–2      |
| Partizani Tirana | 2–3   | Spartak Plovdiv       | 1–0      | 1–3      |
| Esbjerg fB       | 4–11  | PSV Eindhoven         | 3–4      | 1–7      |
| Standard Liège   | 1–2   | Norrköping            | 1–0      | 0–2      |
| Dinamo Bucureşti | 3–0   | Motor Jena            | 2–0      | 1–0      |
| Rangers          | 0–7   | Real Madrid           | 0–1      | 0–6      |

1A KS Górnik Zabrze egy harmadik mérkőzésen 2–1-re legyőzte az Austria Wien csapatát, így továbbjutott a következő körbe.

### 1. forduló (Nyolcaddöntő)
| 1. csapat        | Össz. | 2. csapat         | 1. mérk. | 2. mérk. |
| ---------------- | ----- | ----------------- | -------- | -------- |
| KS Górnik Zabrze | 3–4   | Dukla Prague      | 2–0      | 1–4      |
| S.L. Benfica     | 2–6   | Borussia Dortmund | 2–1      | 0–5      |
| Jeunesse Esch    | 4–7   | FK Partizan       | 2–1      | 2–6      |
| Internazionale   | 4–1   | AS Monaco         | 1–0      | 3–1      |
| Spartak Plovdiv  | 0–1   | PSV Eindhoven     | 0–1      | 0–0      |
| FC Zürich        | 2–21  | Galatasaray       | 2–0      | 0–2      |
| Dinamo Bucureşti | 4–8   | Real Madrid       | 1–3      | 3–5      |
| IFK Norrköping   | 3–6   | A.C. Milan        | 1–1      | 2–5      |

1A továbbjutást érmefeldobással döntötték el, miután a harmadik mérkőzés 2–2-re végződött.

### Negyeddöntő
| 1. csapat     | Össz. | 2. csapat         | 1. mérk. | 2. mérk. |
| ------------- | ----- | ----------------- | -------- | -------- |
| Dukla Prague  | 3–5   | Borussia Dortmund | 0–4      | 3–1      |
| FK Partizan   | 1–4   | Internazionale    | 0–2      | 1–2      |
| PSV Eindhoven | 2–3   | FC Zürich         | 1–0      | 1–3      |
| Real Madrid   | 4–3   | A.C. Milan        | 4–1      | 0–2      |

### Elődöntő
| 1. csapat         | Össz. | 2. csapat      | 1. mérk. | 2. mérk. |
| ----------------- | ----- | -------------- | -------- | -------- |
| Borussia Dortmund | 2–4   | Internazionale | 2–2      | 0–2      |
| FC Zürich         | 1–8   | Real Madrid    | 1–2      | 0–6      |

### Döntő
| 1964. május 27. | Internazionale             | 3–1   | Real Madrid | Prater stadion (Bécs) Nézőszám: 72,000 v.: Stoll (Ausztria) |
| 1964. május 27. | Mazzola 43' 76' Milani 61' | (1–0) | Felo 70'    | Prater stadion (Bécs) Nézőszám: 72,000 v.: Stoll (Ausztria) |

| Az 1963–64-es bajnokcsapatok Európa-kupájának győztese |
| Internazionale 1. cím                                  |
| ← 1962–63 AC Milan                                     |
| Internazionale 1964–65 →                               |